# Газопереробний завод Утманія
Газопереробний завод Утманія – підприємство нафтогазової промисловості на сході Саудівської Аравії.
Завод спорудили в межах першого масштабного проєкту розвитку саудійської газової промисловості, який також передбачав створення ГПЗ Шедгам та розширення ГПЗ Беррі. Він мав переробляти попутний газ з південної частини найбільшого в світі нафтового родовища Гавар — блоків Утманія, Гавія та Гарад.  
Завод, який почав роботу в 1981-му, провадить вилучення шкідливих домішок (сірководню, діоксиду вуглецю) та зріджених вуглеводневих газів (ЗВГ, гомологів метану) фракції С2+ (від етану та вище). За первісним проектом він міг приймати 39,5 млн м3 газу на добу та вилучати 325 тисяч барелів ЗВГ. Станом на 1991 рік добова потужність по прийому становила до 48 млн м3, а в 2006-му була доведена до 67,8 млн м3. Ще одна модернізація завершилась у 2020-му, коли ввели в дію установку поглибленого вилучення етану пропускною здатністю 39,5 млн м3 на добу.
Підготований газ спрямовується до газотранспортного коридору Гарад – Беррі, а також на розташовані поруч ТЕС Фарас та ТЕС Утманія. Фракцію С2+ транспортують для подальшого розділення по трубопроводу Утманія – Джуайма.
Сірководень використовується для продукування сірки. В 2005-му уклали угоду на відновлення з модернізацію п’яти модулів, кожен з яких міг продукувати 550 тонн сірки на добу.
В 2006-му майданчик доповнили ТЕЦ Утманія. 